# Faustyna Kotłowska
Faustyna Kotłowska (ur. 24 marca 2001 r. w Kościerzynie) – polska niepełnosprawna lekkoatletka specjalizująca się w konkurencjach rzutowych, srebrna i brązowa medalistka mistrzostw świata, brązowa medalistka mistrzostw Europy. Występuje w klasyfikacji F64.

## Życiorys
Faustyna urodziła się 24 marca 2001 roku w Kościerzynie. W marcu 2016 roku uległa wypadkowi, który spowodował poważne obrażenia lewej kończyny dolnej.

## Rekordy
- Rekord świata[2]
  - Rzut oszczepem (F64) – 26,57 (20 lipca 2019, Bydgoszcz)

- Rekord mistrzostw świata[3]
  - Pchnięcie kulą (F64) – 9,71 (13 listopada 2019, Dubaj)

- Rekordy Europy[4]
  - Pchnięcie kulą (F64) – 9,71 (13 listopada 2019, Dubaj)
  - Rzut dyskiem (F64) – 33,53 (10 listopada 2019, Dubaj)
  - Rzut oszczepem (F64) – 26,57 (20 lipca 2019, Bydgoszcz)

## Wyniki
| Rok  | Zawody                   | Miejscowość | Konkurencja          | Wynik | Pozycja    |
| ---- | ------------------------ | ----------- | -------------------- | ----- | ---------- |
| 2018 | Mistrzostwa Europy       | Berlin      | Rzut dyskiem (F64)   | 26,28 | 3. miejsce |
| 2019 | Mistrzostwa świata       | Dubaj       | Pchnięcie kulą (F64) | 9,71  | 2. miejsce |
| 2019 | Mistrzostwa świata       | Dubaj       | Rzut dyskiem (F64)   | 33,53 | 3. miejsce |
| 2021 | Igrzyska Paraolimpijskie | Tokio       | Rzut dyskiem (F64)   | 33,40 | 7. miejsce |